# Brockton (Massachusetts)
Brockton é uma cidade localizada no condado de Plymouth no estado estadounidense de Massachusetts. No Censo de 2010 tinha uma população de 93.810 habitantes e uma densidade populacional de 1.682,78 pessoas por km².Brockton é a sétima cidade de Massachusetts por quantidade de habitantes e conhece-se-lhe como a  "Cidade dos Campeões" devido aos sucessos dos boxeadores nativos Rocky Marciano e Marvin Hagler.

## Geografia
Brockton encontra-se localizada nas coordenadas 42° 04′ 57″ N, 71° 01′ 29″ O. Segundo a Departamento do Censo dos Estados Unidos, Brockton tem uma superfície total de 55.75 km², da qual 55.24 km² correspondem a terra firme e (0.91%) 0.51 km² é água.

## Demografia
Segundo o censo de 2010, tinha 93.810 pessoas residindo em Brockton. A densidade populacional era de 1.682,78 hab./km². Dos 93.810 habitantes, Brockton estava composto pelo 46.71% brancos, o 31.21% eram afroamericanos, o 0.35% eram amerindios, o 2.29% eram asiáticos, o 0.06% eram insulares do Pacífico, o 12.47% eram de outras raças e o 6.91% pertenciam a duas ou mais raças. Do total da população o 9.97% eram hispanos ou latinos de qualquer raça.

## Educação
As Escolas Públicas de Brockton gere escolas públicas.